# Michał Sobierajski
Michał Sobierajski (ur. 25 czerwca 1993 roku w Gliwicach) – polski piosenkarz, pianista, kompozytor, autor tekstów i aranżer.

## Życiorys
Jako dziecko uczył się gry na fortepianie, a w liceum zaczął grać na fortepianie jazzowym. Gdy miał 15 lat, zdobył pierwsze miejsce na międzynarodowym konkursie pianistycznym w Paryżu. W 2011 zdobył wyróżnienie na festiwalu Jazz Juniors 2011, a w 2012 został finalistą Międzynarodowego Konkursu Kompozytorskiego Transatlantyk Instant Composition Contest.
W liceum muzycznym założył zespół R&B/soulowy Eugeniusz Kowalski, którego single Society, Thunderbolt czy Kompociarz zdobyły spore uznanie w środowisku muzycznym.
Wiosną 2013 zajął trzecie miejsce w finale drugiej edycji programu rozrywkowego TVP2 The Voice of Poland. 21 kwietnia 2015 roku wydał debiutancki album studyjny pt. Przed snem, nad którym pracował z Karoliną Kozak i Kamilem Durskim, a którego producentem został Bogdan Kondracki. Płytę promował singlami: „Część” i „Rzeka”. W 2016 z piosenką "Dźwięk" wziął udział w konkursie „Debiuty” w ramach LIII Krajowym Festiwalu Piosenki Polskiej w Opolu.
W październiku 2015 roku supportował koncert zespołu Simply Red na warszawskim Torwarze, podczas międzynarodowej trasy koncertowej zespołu z okazji 30lecia istnienia. Michał akustycznie wykonał piosenki ze swojego debiutanckiego albumu. 
W maju 2017 ukończył studia na kierunku Jazz i muzyka estradowa na Akademii Muzycznej im. Karola Szymanowskiego w Katowicach, specjalność: Kompozycja i aranżacja. Jest również nauczycielem śpiewu rozrywkowego, emisji głosu, fortepianu oraz podstaw kompozycji i aranżacji.
W 2019 roku wziął udział w koncercie Artyści przeciw nienawiści, w łódzkiej Atlas Arenie, zorganizowanym w proteście przeciwko mowie nienawiści i hejtu, wykonując wspólnie z innymi artystami piosenki: We are the world oraz Nadzieja z rep. zespołu IRA. Koncert był transmitowany na różnych internetowych platformach.
We wrześniu 2023 roku wziął udział w koncercie Gwiazdy The Voice, transmitowanym przez TVP2, wykonując po latach, wspólnie z Justyna Steczkowska piosenkę Wracam do domu. W tym samym roku, w październiku, przyjął zaproszenie do muzycznego show telewizyjnego Rytmy dwójki, w którym, wspólnie z Natasza Urbańska wykonał przebój Bogusława Meca pt. Jej portret (piosenka). 
W listopadzie 2023 roku wydał własnym sumptem singiel Płyń oraz gościnnie wykonał go podczas odcinka ćwierćfinałowego 14 edycji programu The Voice of Poland. W grudniu nagrał swój pierwszy świąteczny utwór w duecie pt. Te święta, do którego zaproszenie przyjęła Natasza Urbańska. 

## Dyskografia

### Albumy studyjne
| Rok  | Dane dot. albumu                                                                                                   |
| ---- | --- |
| 2015 | Przed snem - Wydany: 21 kwietnia 2015 - Wydawca: Universal Music Polska - Formaty: CD, digital download, streaming |

### Single[14]
| Rok  | Tytuł                                | Album      |
| ---- | ------------------------------------ | ---------- |
| 2015 | "Część"                              | Przed snem |
| 2015 | "Rzeka"                              | Przed snem |
| 2015 | "Dźwięk"                             | Przed snem |
| 2015 | "Falochron"                          | Przed snem |
| 2023 | "Płyń"                               | –          |
| 2023 | "Te święta" (feat. Natasza Urbańska) | –          |

Inne
| Rok  | Tytuł                      | Album                                   |
| ---- | -------------------------- | --------------------------------------- |
| 2017 | "Szukam" (feat. Suwal)     | Flirtini: Heartbreaks & Promises vol. 3 |
| 2018 | "Satelity" (feat. Suwal)   | Flirtini: Heartbreaks & Promises vol. 4 |
| 2018 | "Morfina" (feat. Suwal)    | Suwal: Forma EP                         |
| 2019 | "Drzwi" (feat. Sonar Soul) | Sonar Soul: You are my sun              |
| 2021 | "Morfina homemade"         | -                                       |

## Nagrody i nominacje
| Rok  | Konkurs                                         | Kategoria | Tytułem  | Nota      |
| ---- | ----------------------------------------------- | --------- | -------- | --------- |
| 2016 | LIII Krajowy Festiwal Piosenki Polskiej w Opolu | Debiuty   | "Dźwięk" | Nominacja |